# جيمي لينغ
جيمي لينغ هو لاعب هوكي الجليد كندي، ولد في 22 فبراير 1973 في تشارلوت تاون في كندا.

## وصلات خارجية
- جيمي لينغ على موقع دوري الهوكي الوطني (الإنجليزية)
- جيمي لينغ على موقع EliteProspects.com (الإنجليزية)
- جيمي لينغ على موقع HockeyDB.com (الإنجليزية)